# Alex Boisvert-Lacroix
Alex Boisvert-Lacroix (ur. 8 kwietnia 1987 w Sherbrooke) – kanadyjski łyżwiarz szybki, brązowy medalista mistrzostw świata.

## Kariera
Największy sukces w karierze Alex Boisvert-Lacroix osiągnął w 2016 roku, kiedy podczas dystansowych mistrzostw świata w Kołomnie zajął trzecie miejsce w biegu na 500 m. W zawodach tych wyprzedzili go jedynie dwaj Rosjanie: Pawieł Kuliżnikow i Rusłan Muraszow. Na podium zawodów Pucharu Świata po raz pierwszy stanął 15 listopada 2015 roku w Calgary, gdzie był trzeci na 500 m. Nigdy nie wystąpił na igrzyskach olimpijskich.